# Leibgendarmerie (Preußen)

Führer des Garde-Reserve-Armee-Gendarmerie-Kommandos 1827 und Leibgendarm des 1. Zuges 1889

Die Leibgendarmerie bezeichnete Ordonnanzabteilungen in der Preußischen Armee, welche dem König zur besonderen Verfügung stand.

## Gründung und Vorgeschichte
Bis zum Jahre 1820 stellten die Kavallerie-Regimenter die berittenen Ordonnanzen für den König sowie den königlichen Prinzen, die Generäle und die Kommando-Behörden.
Am 12. Februar 1820 wurde durch Allerhöchste Kabinetts-Order (A.K.O.) die Bildung einer „Armee-Gendarmerie“ befohlen. Diese Armee-Gendarmerie bestand aus 150 Kavalleristen. Jedes Provinzial-Armeekorps erhielt einen Unteroffizier und 13 Mann, das Garde- und Grenadier-Korps aber einen Unteroffizier und 14 Mann. Diese bildeten das Armee-Gendarmerie-Kommando bzw. Garde-Armee-Gendarmerie-Kommando. Jeder Kommandierende General erhielt einen Unteroffizier und drei Mann, jeder Divisionsgeneral zwei und jeder Brigadegeneral einen Mann. Aus den Armee-Gendarmen entstanden die späteren Stabsordonnanzen.
Die übriggebliebenen 23 Stellen (ein Wachtmeister, zwei Unteroffiziere und 20 Mann) wurden unter das Kommando eines Offiziers zur Verfügung „Seiner Majestät des Königs“ gestellt. Zuerst waren es erfahrene Männer der Land-Gendarmerie, später Leute der aktiven Kavallerie. Je zwei Armee-Gendarmen mussten der französischen, russischen, polnischen und je einer der holländischen und der wendischen Sprache mächtig sein. Wirtschaftlich war die Mannschaft dem Regiment der Gardes du Corps zugeteilt und wurde als „Garde-Reserve-Armee-Gendarmerie-Kommando“ bezeichnet. Hieraus entstand die Leib-Gendarmerie.

## Aufgaben
Seine Aufgaben waren: Ordonnanzdienst, wie das Überbringen von Briefen und Befehlen aus dem königlichen Kabinett, das Mitführen und Bereithalten wichtiger Unterlagen sowie die Begleitung Ihrer Majestät bei Staatsbesuchen, Manövern und Reisen. Wenn fremde Herrscher am Hofe weilten, versahen sie auch dort den Ordonnanzdienst. Polizeiliche Aufgaben oder Personenschutz im heutigen Verständnis gehörten nicht zu ihren Aufgaben.
Des Weiteren gehörte die Teilnahme der Leibgendarmerie an allen Paraden des Gardekorps und an den Kaisermanövern zu ihren Aufgaben. Dabei wurden die Standarten des Kaisers und der Kaiserin mitgeführt. Bei den alljährlich stattfindenden Kaisermanövern blies ein Trompeter der Leibgendarmerie bei Übungsende das Signal: „Das Ganze Halt!“.

## Geschichte

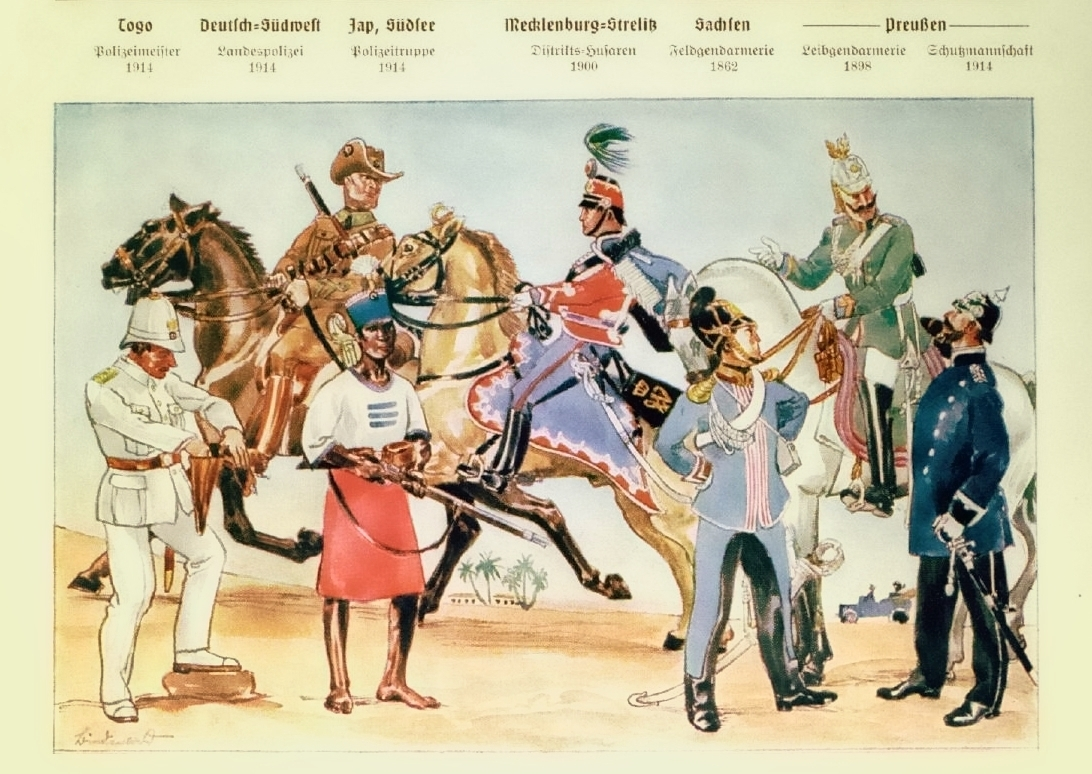
Leibgendarm zu Pferde im Jahr 1898

Siegelmarke der Leibgendarmerie

Mit Kriegsministeriellen Verfügungen vom 18. Mai 1820 und 2. Februar 1823 wurde allen Armee-Gendarmen der Rang eines Unteroffiziers verliehen. 1835 erhält das Kommando außer dem Führer noch einen Kommandeur in der Person eines der diensttuenden Flügeladjutanten S.M. des Königs. Erster Kommandeur war der Flügeladjutant Major von Thümen.
Bis zur Auflösung der Garnison-Kompanien 1835 wurde der Ersatz aus diesen bezogen. Danach wurden sämtliche Kavallerie-Regimenter der Armee zur Abgabe geeigneter Mannschaften herangezogen. Gemäß AKO vom 11. November 1837 erhielt der Wachtmeister des Garde-Reserve-Armee-Gendarmerie-Kommandos den Titel „Erster Wachtmeister“ und zur Unterscheidung eine Offizierstresse auf den Epaulettenhaltern.
Am 6. Juli 1843 erfolgte dann die Umbenennung des Garde-Reserve-Armee-Gendarmerie-Kommandos in Leib-Gendarmerie.
Gemäß AKO vom 20. Juli 1850 sollte die Leib-Gendarmie zum 1. Oktober 1850 aufgelöst werden. Die Auflösung erfolgte dann zum 1. Januar 1851. Jeder Schwadron der Garde- und Linien-Kavallerie-Regimenter wurde ein Leib-Gendarmen als Sergeant zugeteilt, ein Teil wurde pensioniert. Die bisherigen Aufgaben wurden durch von der Garde-Kavallerie abzustellende Ordonnanz-Unteroffiziere ausgeübt. Sie führten den Namen „Königliche Ordonnanzen“. Durch kriegsministerielle Verfügung vom 18. September 1850 wurden die Königlichen Ordonnanzen in einem besonderen Kommando zusammengefasst. Die bisherigen Leib-Gendarmen sollten, sofern dienstfähig, zur Allerhöchsten Verfügung bleiben. Die Königlichen Ordonnanzen wurden dem seinerzeitigen Kommandeur der Leib-Gendarmerie, dem Flügeladjutanten Oberstleutnant Gebhard Karl Ludolf von Alvensleben, unterstellt.
Um die Garde-Kavallerie nicht allzu sehr zu belasten, wurde mit AKO vom 14. März 1851 bestimmt, dass die Garde den Wachtmeister und sieben Ordonnanzen stellte, die Linien-Kavallerie je zwei Ordonnanzen pro Armee-Korps zu stellen hatte. Sie mussten von tadelloser Führung und Sergeanten sein. Sie blieben in der Verpflegung ihrer Regimenter und trugen auch diese Uniformen weiter. Dadurch erhöhte sich die Zahl auf 24 inkl. Wachtmeister. Bereits mit AKO vom 22. Juli 1852 wurde bestimmt, dass die Königlichen Ordonnanzen wieder die Uniform der früheren Leib-Gendarmerie anzulegen hätten. Mit dem 20. Juli 1854 wurde dann auch wieder der Name Leib-Gendarmerie eingeführt und sie wurde wieder in der Rangliste der Armee und zwar vor der Garde-Unteroffizier-Kompanie aufgeführt. Von 1820 bis 1848 wurde sie an der Spitze der Land-Gendarmerie und von 1849 bis zur Auflösung unmittelbar hinter dem Reitenden Feldjäger-Korps aufgeführt. Weiterhin wurde bestimmt, dass sie bei Eintritt einer Mobilmachung die Stabswache des Großen Hauptquartiers bilden sollte.
Am Feldzug gegen Dänemark nahm die Leib-Gendarmerie nicht teil, aber am Feldzug gegen Österreich, indem die zwölf felddienstfähigen Leib-Gendarmen zur Stabswache übertraten. Auch beim Feldzug 1870/71 wurden nur einzelne Leib-Gendarmen zur Kavallerie-Stabswache abgegeben.
Nachdem 1881 der Führer Oberstleutnant Krug von Nidda verstorben war, wurde kein neuer Führer ernannt, sondern jährlich wechselnd ein Kavallerieoffizier zur Dienstleistung kommandiert.
Im Oktober 1898 begleiteten Leibgendarmen das Kaiserpaar bei ihrer Palästinareise. Zum persönlichen Stab des Generalfeldmarschalles Alfred von Waldersee als Oberbefehlshaber des Armee-Oberkommandos in Ostasien gehörten zwei Leib-Gendarmen, ein Vizewachtmeister des 1. Zuges und ein Gefreiter des 2. Zuges.

## Bildung des 2. Zuges

2. Zug der Leibgendarmerie im Galaanzug im Berliner Schloss ca. 1910

Mit AKO vom 28. Juni 1889 wurde die Leib-Gendarmerie um einen 2. Zug verstärkt, bestehend aus einem Offizier (Premier- oder Sekondelieutenant) vom Kürassier-Regiment „Königin“ (Pommersches) Nr. 2, zwei Unteroffizieren und 24 Mann. Dieser Zug stand zur besonderen Verfügung der Kaiserin. Der Offizier wurde immer vom Kürassier-Regiment Nr. 2 für ein Jahr abkommandiert. Wurden zu Anfang die Mannschaften aus verschiedenen Kürassier-Regimentern gestellt, so wurden später bevorzugt die „Pasewalker“ herangezogen. Diesem Kürassier-Regiment „Königin“ (Pommersches) Nr. 2 stand ab Anfang des 19. Jahrhunderts die jeweilige preußische Königin als Regimentschefin vor, und somit zu dieser Zeit I.M. Kaiserin und Königin Auguste Viktoria. 

## Garnison
Die zwei Züge der Leibgendarmerie waren vom 31. Juli 1889 bis zum Frühjahr 1894 in der ehemaligen Garde du Corps Kaserne in Berlin, Charlottenstr. 39–41 untergebracht (am Schloss Charlottenburg, bis 2005 Ägyptisches Museum), vorher waren sie in Bürgerquartieren in der Nähe des Schlosses untergebracht. Ab dem 1. April 1894 kamen sie in Potsdam in Quartier. Sie bezogen die ehemalige Kaserne der 3. Eskadron des Regiments Garde du Corps (bis 19. September 1893). Diese Kaserne in der Brandenburger Vorstadt von Potsdam, am Luisenplatz 9 gelegen, war bis zur Auflösung der Alten Armee 1918/19 ihr Domizil. Die Kaserne ist noch erhalten und beherbergt heute eine Filiale der Mittelbrandenburgischen Sparkasse.

## Erster  Weltkrieg
Während des Ersten Weltkrieges wurde der 1. Zug von Oberleutnant Walzer vom Ulanen-Regiment „Graf zu Dohna“ (Ostpreußisches) Nr. 8 zum Großen Hauptquartier kommandiert. Dem 2. Zug stand während dieser Zeit Rittmeister a. D. von Götz und Schwanenfließ vor.

## Uniformierung

Uniformtafel

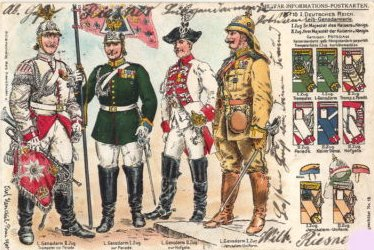
Vier Uniformen der Leibgendarmerie (Trompeter im Paradeanzug 2. Zug, Paradeanzug 1. Zug, Galaanzug 2. Zug und Tropenuniform 1. Zug)

Der Kommandeur (i. d. R. ein Stabsoffizier, zwei Kommandeure wurden in der Dienststellung als Kommandeur zum Generalmajor befördert) trägt die Uniform der Königlichen Flügeladjutanten. Ein heeres- und uniformkundliches Unikum in der preußischen Armee war die Uniform des Generalkapitäns, der zu besonderen Anlässen eine Gala-Uniform in friderizianischem Stil trug, die wahrscheinlich von Wilhelm II. entworfen und kurz nach 1904 eingeführt wurde.
Die Uniform bestand von 1820 bis 1843 aus einem dunkelgrünen Kollett (Frack) mit kornblumenblauen, rot vorgestoßenen spitzen Ulanen-Aufschlägen und Kragen sowie hellblauen Hosenstreifen. Ein Lederhelm mit schwarzer Raupe diente als Kopfbedeckung, Knöpfe und Tressen waren golden. Gelbe Gardelitzen, mit rotem Tuch besetzte Epauletten mit goldenem Halbmond und Schuppenbesatz des Schiebers, weiße Kavalleriekoppel und Bandeliers mit schwarzlederner Kartusche sowie eine dunkelgrüne Satteldecke ähnlich der Dragoner mit hellblauen, rot besetzten Streifen. Ab 1827 kam noch im Gegensatz zum Gardekorps im Felde ein Messingstern im Epaulettenfeld hinzu. Der Führer, stets ein Leutnant, Rittmeister oder Stabsoffizier trug statt des Kollets einen Leibrock. Grundfarbe und Abzeichen wie bei den Mannschaften. Auf den Epauletten einen silbernen Gardestern mit emailliertem Mittelfeld.
Die Helme waren aus Leder mit messingbeschlagenem Vorder- und Hinterschirm, messingner Schuppenkette und einem Kamm aus schwarzem Rosshaar, vorne ein Messingschild mit neusilbernem Gardestern. Ursprünglich waren es russische Helme, die durch Umprägung der Helmschilder aptiert wurden. 
Anstelle des Kolletts kam 1843 der Waffenrock. Die Grundfarben und Abzeichen wurden beibehalten. Mit AKO v. 25. April 1867 fielen die Kragenpatten fort, stattdessen kornblumenblauer Kragen mit rotem Vorstoß. Mit AKO v. 21. Januar 1889 wurden statt der Epauletten kornblumenblaue Schulterklappen mit dem Namenszug des Königs und Krone. Wenn sie zum Dienst beim König und Kaiser kommandiert sind und bei großen Paraden mit Anwesenheit Seiner Majestät, legten sie weiße Achselschnüre (Garn, beim Ersten Wachtmeister Seide), durchwirkt mit silbernen und schwarzen Fäden, an (AKO v. 9. Dezember 1873) und ab 1889 wildlederne Reithosen. 
Von 1820 bis 1873 wurden graue Kavalleriehosen getragen mit rotem Vorstoß und Kornblumenblauen Streifen. Von 1873 bis 1890 dunkelblaue Reithosen mit rotem Vorstoß und kornblumenblauen Streifen. Danach (AKO v. 21. Januar 1889) die Beinkleidung der Kürassiere, d. h. Hosen aus weißem Kirsey mit Stulpenstiefeln und Anschnallsporen. Die hellblauen Streifen an den langen Hosen fielen fort. 
1843 wurde ein Helm aus Stahl eingeführt (AKO v. 28. Juli 1843). Messingne Beschläge, Schuppenkette und Spitze mit neusilbernem Gardestern (wie GdC, nur mit emailliertem Adler), zu Paraden weißer Haarbusch. Mit AKO vom 7. Oktober 1862 wurde ein leichteres Modell eingeführt und dem Stern das Devisenband zugefügt. Ein neueres und noch leichteres Modell wurde mit AKO vom 21. Januar 1890 aus vernickeltem Stahl eingeführt. Vorder- und Hinterschirm mit einem Knick in der Mitte. Beschläge und Schuppenkette aus Tombak, zur Parade wurde ein tombakner Adler eingeführt, die Flügel waren steil nach oben gestellt.
Bis 1890 wurde ein einfacher Bügelsäbel geführt, danach als Pallasch der leichte Kavalleriedegen 89 getragen. Als einzige Einheit hatte sie auf dem Koppelschloss den Gardestern.
Der zur Verstärkung für den 2. Zug kommandierte Offizier, immer vom Kürassier-Regiment Königin (Pommersches) Nr. 2, trug die Uniform seines Regiments weiter. Als Parade- und Ordonnanzanzug Waffenrock aus weißem Kirsey mit karmesinrotem Kragen, Vorstößen und Aufschlägen. Die Rockschöße sind karmesinrot gefüttert und werden zur Paradeuniform nach außen seitwärts zusammengehakt. Im Übrigen entspricht sie der Uniform und Bewaffnung des 1. Zuges. Die Dienstuniform war der normale dunkelblaue Waffenrock mit weißen Knöpfen, Achselklappen usw. wie beim Paraderock. Des Weiteren bekam der 2. Zug für seine Ordonnanz- und Ehrenwachdienst in den königl. Schlössern eine Gala-Uniform (AKO v. 28. Juni 1889). Diese historische Uniform hatte ihren Ursprung im alten bayreuthischen Dragoner-Regiment Nr. 5, welches später dann den Namen Kürassier-Regiment Königin (Pommersches) Nr. 2 trug. 
Jeweils ein Trompeter wurde den beiden Zügen zugeordnet. Sie waren an den Schwalbennestern und den drei Sparren am Ärmel zu erkennen, der 1. Zug gelb mit blauen Streifen, der 2. Zug weiß mit karmesinrot. Die vier Ecken schmückte jeweils eine in gelb gestickte Krone und in der Mitte prangte ein Gardestern.
Leibgendarmerie und Schloßgarde-Kompanie waren die einzigen Einheiten des preußischen Militärs im Kaiserreich, die nie mit einer feldgrauen Uniform ausgestattet wurden. Die Vorkriegs-Friedensuniformen dieser Hofgarden wurden bis zu ihrer Auflösung am Ende des Ersten Weltkrieges beibehalten. Allerdings verfügte der 1. Zug der Leibgendarmerie über eine khakifarbene Tropenuniform, die für die Palästinareise Kaiser Wilhelms II. im Oktober 1898 hergestellt und dort auch zum Einsatz gekommen war.